# Purenleon iniquus
Purenleon iniquus is een insect uit de familie van de mierenleeuwen (Myrmeleontidae), die tot de orde netvleugeligen (Neuroptera) behoort. 
Purenleon iniquus is voor het eerst wetenschappelijk beschreven door Navás in 1914.